# 양쪽성 대사경로
양쪽성 대사경로(영어: amphibolic pathway)는 이화작용과 동화작용에 모두 관여하는 대사경로이다. 양쪽성(amphibolic)이란 용어는 "모호한(ambiguous)", "양쪽에 타격을 입히는(struck on both sides)"이라는 의미의 고대 그리스어 "ἀμφίβολος"(로마자 표기로 amphibolos)에서 유래하였다. 이화작용은 큰 분자가 더 작고 단순한 분자로 전환되는 물질대사의 분해 과정이다. 이화작용에는 두 가지 반응 유형이 있다. 첫째는 가수분해 반응으로 분자를 더 작은 분자로 분해하면서 에너지를 방출한다. 이화반응의 예로는 소화와 세포 호흡이 있으며, 여기서 당과 지방은 에너지를 생성하기 위해 분해된다. 단백질을 아미노산으로, 트라이글리세라이드를 지방산과 글리세롤로, 이당류를 단당류로 분해하는 것은 모두 이화작용이면서 가수분해반응이다. 둘째는 산화 반응으로 유기 분자로부터 수소와 전자를 제거한다. 동화작용은 더 작고 단순한 전구체가 더 크고 복잡한 분자로 전환되는 물질대사의 합성 과정이다. 동화작용에는 두 가지 반응 유형이 있다. 첫째는 탈수축합 반응으로 이는 더 작은 분자들을 서로 결합시켜 더 크고 복잡한 분자를 형성한다. 여기에는 탄수화물, 단백질, 지질 및 핵산의 합성이 포함된다. 둘째는 수소와 전자가 분자에 첨가되는 환원 반응이다. 환원 반응에서는 분자로 에너지가 투입된다.
양쪽성 대사경로라는 용어는 그러한 대사 경로의 이중적인 대사적 역할을 강조하기 위해 1961년에 B. 데이비스(B. Davis)에 의해 제안되었다. 이러한 경로는 이화과정에서 대사 과정의 기질을 형성하는 대사 중간생성물을 공급하는 중심적인 대사 경로로 간주된다.

## 양쪽성 대사경로로 존재하는 반응
생체분자의 합성과 관련된 모든 반응들은 다음의 경로로 수렴된다. 즉, 해당과정, 시트르산 회로 및 전자전달계는 양쪽성 대사 경로로 존재한다. 이는 이화작용뿐만 아니라 동화작용도 할 수 있음을 의미한다.
다른 중요한 양쪽성 대사경로로는 엠덴-마이어호프 경로, 오탄당 인산 경로, 엔트너-듀도로프 경로가 있다.

### 엠덴-마이어호프 경로
엠덴-마이어호프 경로와 시트르산 회로는 거의 모든 세균과 진핵생물에서 물질대사의 중심이다. 이들은 에너지뿐만 아니라 생명체를 구성하는 거대 분자의 생합성을 위한 전구체도 공급한다.

### 시트르산 회로
시트르산 회로는 분해 과정(탄수화물, 단백질, 지방산의 분해) 및 생합성 과정 모두에서 기능을 하기 때문에 양쪽성 대사경로의 좋은 예이다. 시트르산 회로는 세균의 세포질과 진핵세포의 미토콘드리아에서 일어난다. 시트르산 회로는 산화적 인산화에서 ATP의 생성을 유도하는 데 사용되는 전자전달계에 전자를 공급한다. 옥살로아세트산과 같은 시트르산 회로의 대사 중간생성물은 아미노산(예: 글루탐산, 아스파르트산)과 같은 거대 분자의 구성 성분을 합성하는 데 사용된다.
시트르산 회로의 첫 번째 반응인 옥살로아세트산(4탄소 화합물)이 아세트산(2탄소 화합물, 보다 정확하게는 아세틸-CoA의 아세틸기 부분)과 축합되어 시트르산(6탄소 화합물)을 형성하는 반응은 일반적으로 동화작용이다. 분자 내 재배열인 다음 반응에서 아이소시트르산이 생성된다. 다음의 두 반응, 즉 아이소시트르산이 α-케토글루타르산으로 전환된 다음 석시닐-CoA로 전환되는 반응은 일반적으로 이화작용이다. 이들 두 단계에서 각각 이산화 탄소가 생성된다. 석시닐-CoA는 석신산(4탄소 화합물)으로 전환된다.
이화작용 및 동화작용에 사용되는 조효소에는 흥미롭고 중요한 차이가 있다. 이화작용에서 NAD+는 산화제로 작용하여 NADH로 환원된다. 반면에 동화작용에서 NADPH는 환원제로 작용하여 NADP+로 산화된다.
시트르산 회로에는 두 가지 역할을 하는 두 가지 모드가 있다. 첫 번째 역할은 아세틸-CoA의 아세틸기가 이산화 탄소(CO2)로 완전히 산화될 때 산화 모드에 의한 에너지 생성이다. 이것은 전자 공여체인 NADH 및 FADH2에서 전자 수용체인 O2로 전자를 이동시켜 산화적 인산화에 의한 막 구조(세균의 원형질막 및 진핵생물의 미토콘드리아 내막)에서의 이러한 에너지 전환으로 호기성 종속영양 대사에서 대부분의 ATP를 생성하도록 한다. 시트르산 회로가 1회전할 때마다 3NADH, 1FADH2, 2CO2, 1GTP(ATP)가 생성된다. 두 번째 역할은 생합성을 위한 전구체를 제공하는 것으로, 생합성을 위해 시트르산 회로의 대사 중간생성물들이 회로를 빠져나갈 때 이를 재생한다.<gallery>
|  |

### 오탄당 인산 경로
오탄당 인산 경로는 여러 대사 중간생성물로 인산화된 5탄당을 포함하고 있기 때문에 이러한 이름이 붙여졌다. 오탄당 인산 경로는 포도당을 4탄당인 에리트로스 및 5탄당인 리보스로 변환함으로써 많은 대사 경로에 단량체를 공급한다. 에리트로스와 리보스는 많은 대사 경로에서 중요한 단량체이다. 오탄당 인산 경로의 많은 반응물들은 해당과정의 반응물들과 유사하며 둘 다 세포질에서 일어난다. 리보스 5-인산은 핵산 대사에서 DNA 및 RNA의 단위체인 뉴클레오타이드를 생성하는 데 사용된다. 분열 중인 세포에서 세포 주기의 짧은 시기인 S기 동안 많은 양의 DNA가 생성되어야 하는데, 오탄당 인산 경로는 이러한 세포 대사에서 매우 중요한 부분이다. 이들 세포에서 오탄당 인산 경로가 활성화되어 리보스를 생성하게 된다.

### 엔트너-듀도로프 경로
엔트너-듀도로프 경로는 특정 미생물이 사용하는 탄수화물에 사용되는 두 번째 경로로 간주되는 해당과정이다. 이 과정에서 포도당 6-인산은 6-포스포글루콘산을 거쳐 피루브산과 글리세르알데하이드 3-인산으로 산화되며, 동시에 NADP+도 환원된다. 글리세르알데하이드 3-인산의 피루브산으로의 산화에 의해 1분자의 NAD+가 환원되고 1분자의 ATP가 생성된다. 엔트너-듀도로프 경로에서 1분자의 포도당이 2분자의 피루브산으로 분해되는 과정 동안 1ATP가 소모되고, 1NADPH와 2NADH와 4ATP가 생성된다. 사람이 사용하는 해당과정과 엔트너-듀도로프 경로의 차이점은 해당과정은 2ATP를 소모하고 4ATP, 2NADH를 생성하는 반면, 엔트너-듀도로프 경로는 1ATP를 소모하고 4ATP, 2NADH, 1NADPH를 생성한다는 점이다.
|  |

## 조절
세포는 양쪽성 대사경로가 전사 및 전사 후 수준에서 효소 매개 조절에 의해 동화경로 또는 이화경로로 기능할지 여부를 결정한다. 양쪽성 대사경로에서 많은 반응들은 자유롭게 가역되거나 우회할 수 있기 때문에 이중적인 기능을 촉진하는 비가역적인 단계가 필요하다. 양쪽성 대사경로는 경로의 비가역적인 단계를 위해 각 방향에 대해 다른 효소를 사용하여 이화작용 및 동화작용의 독립적인 조절을 허용한다. 고유한 이중성으로 인해 양쪽성 대사경로는 최종 생성물의 음성 피드백에 의한 동화작용 및 에너지 지표 시퀀스의 피드백에 의한 이화작용 모두의 조절 모드를 나타낸다.

## 같이 보기
- 물질대사
- 대사경로
- 동화작용
- 이화작용